# Firefly (Auto)

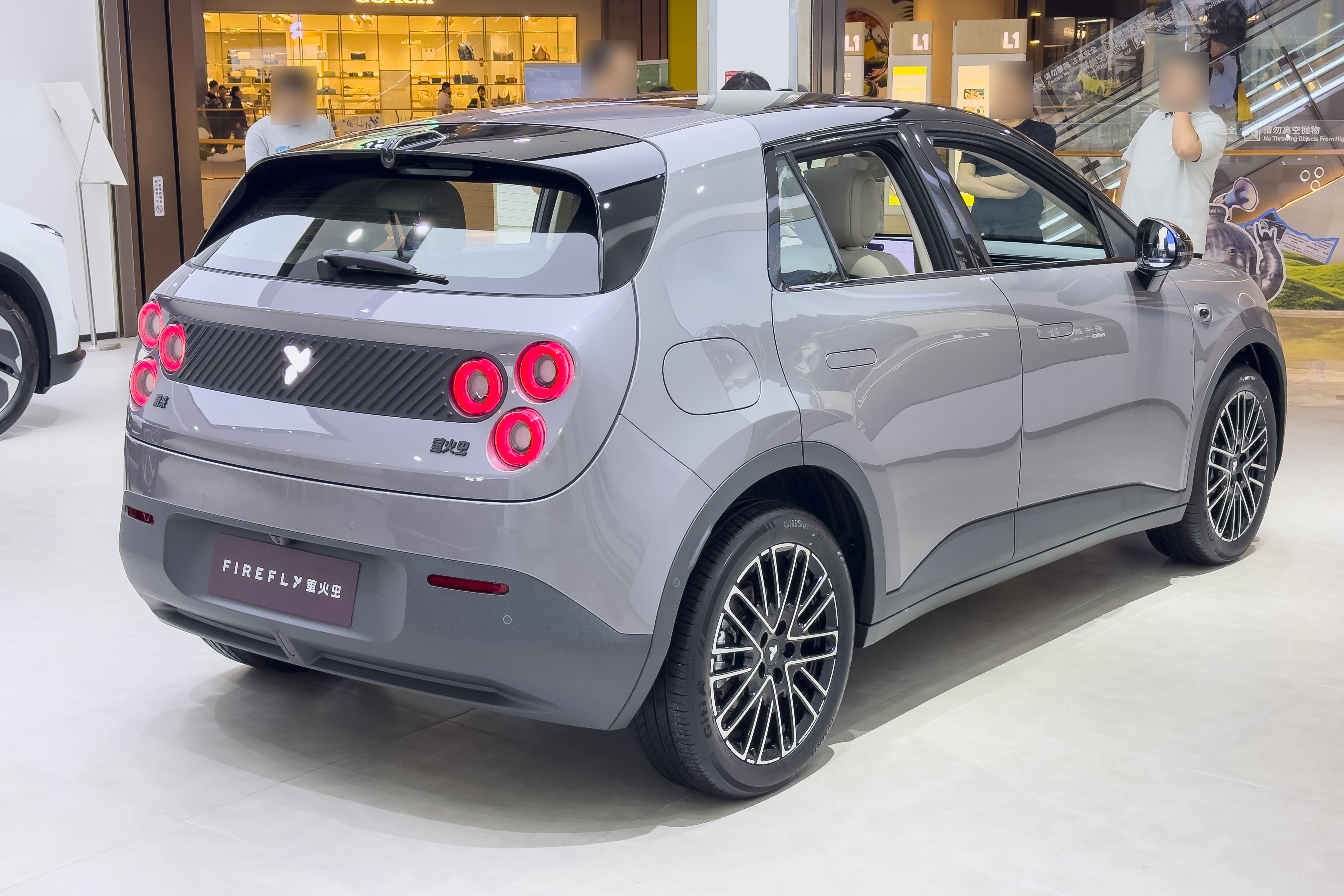
Heckansicht

Das Auto Firefly, auch als Firefly EV bezeichnet, ist ein batterieelektrischer Kleinwagen des chinesischen Automobilherstellers Nio. Es wird unter der Marke Firefly verkauft und seit 2025 angeboten.

## Geschichte
Am 21. Dezember 2024 stellte Nio im Rahmen des zehnten Nio Day in Guangzhou die Marke Firefly und das erste gleichnamige Modell vor. Unmittelbar darauf konnte das Auto in China bestellt werden, die Auslieferungen begannen dort im April 2025. Seit August 2025 wird der Wagen auch in Norwegen und den Niederlanden ausgeliefert.

## Technik

### Antrieb
Das Fahrzeug wird von einem Heckmotor von Nio mit maximal 105 kW (143 PS) angetrieben. Das Drehmoment ist 200 Nm angegeben. Die Stromversorgung erfolgt über einen 42,1-kWh-LFP-Akku des Herstellers Sundowa, sodass im WLTP-Zyklus eine Reichweite von 330 km erreicht wird. Von 0 auf 100 km/h beschleunigt der Wagen in 8,1 Sekunden, er hat eine Höchstgeschwindigkeit von 150 km/h.

### Akkuwechsel
Der Firefly kann die bestehenden Akkuwechselstationen von Nio nicht nutzen, da die Akkus aufgrund der kompakteren Fahrzeugmaße nicht kompatibel sind. Noch gibt es diese nicht, jedoch wurden in China schon Prototypen gesichtet. Jedoch sind die zukünftigen Planungen, dass die Firefly-Modelle die Akkuwechselstationen der fünften Generation ebenfalls nutzen können. Diese neuen Stationen sollen Anfang 2026 in Betrieb gehen und alle drei Nio-Marken (Nio, Onvo und Firefly) bedienen können.

## Technische Daten
| Modell                                       | Select                | Comfort               |
| -------------------------------------------- | --------------------- | --------------------- |
| Bauzeitraum                                  | seit 01/2025          | seit 01/2025          |
| Motorbaureihe                                | TZ160S010             | TZ160S010             |
| Leistung                                     | 105 kW (143 PS)       | 105 kW (143 PS)       |
| Drehmoment                                   | 200 Nm                | 200 Nm                |
| Antriebsart, Serie                           | Heckantrieb           | Heckantrieb           |
| Getriebeart                                  | Reduktionsgetriebe    | Reduktionsgetriebe    |
| Speichertechnik                              | Lithium-Eisenphosphat | Lithium-Eisenphosphat |
| Energieinhalt, brutto / netto                | 42,1 kWh / 41,2 kWh   | 42,1 kWh / 41,2 kWh   |
| Leergewicht                                  | 1467 kg               | 1492 kg               |
| zulässiges Gesamtgewicht                     | 1858 kg               | 1875 kg               |
| Beschleunigung, 0–100 km/h                   | 8,1 s                 | 8,1 s                 |
| Höchstgeschwindigkeit                        | 150 km/h              | 150 km/h              |
| Verbrauch auf 100 km (nach WLTP, kombiniert) | 14,5 kWh              | 14,5 kWh              |
| Reichweite nach WLTP                         | 330 km                | 330 km                |

Quelle: